# 彬達扎
彬達扎（ Pyuntaza） 是缅甸勃固省的一个城镇，位於緬甸南部。與緬甸首都仰光的距離約100英里（161公里）。该镇居民以缅族为主，也有一定数量的华人居住，主要经济来源为水稻种植。

## 历史
殖民时期，彬達扎为下缅甸勃固区的一个镇级行政单位。其辖区面积1,443平方英尺（合3,740 km2），包含232个村。辖区西部多山，东部为平原，宜种植水稻。1891至1905年间，辖区内人口翻了一番。